# 147 Протогенея
147 Протогенея (147 Protogeneia) — астероїд головного поясу, відкритий 10 липня 1875 року.